# Chiến dịch hồ Khasan
Chiến dịch hồ Khasan (29 tháng 7 năm 1938 – 11 tháng 8 năm 1938) được biết tới với tên khác là Sự kiện Chương Cổ Phong (chữ Hán: 張鼓峰事件, phát âm theo tiếng Trung: Zhānggǔfēng Shìjiàn, phát âm theo tiếng Nhật: Chōkohō Jiken) ở Trung Quốc và Nhật Bản, là một nỗ lực đột kích vào lãnh thổ Liên Xô của quân đội Nhật và Mãn Châu Quốc. Quân Nhật tổ chức cuộc tấn công này vì cho rằng người Liên Xô đã diễn giải sai hiệp định phân mốc biên giới trong Hiệp định Bắc Kinh được chính quyền Đế quốc Nga ký với triều đình nhà Thanh (và những thỏa thuận phụ khác về phân mốc bên giới), và họ còn cho rằng những người thảo ra bản hiệp ước đã bị mua chuộc. Kết quả là mặc dù quân Nhật phải triệt thoái, nhưng những thiệt hại mà họ gây ra cho quân đội Liên Xô đã thôi thúc họ tiến hành tiếp Chiến dịch Khalkhin Gol. Về phần quân đội Liên Xô, tư lệnh Vasily Blyukher bị quy kết trách nhiệm vì thiệt hại nặng của quân đội Liên Xô; và sau này người ta lấy đây là lý do để bắt và xử tử ông.
Chiến dịch hồ Khasan là một trong hai trận đánh lớn của cuộc Chiến tranh biên giới Xô-Nhật.

## Hoàn cảnh
Vào nửa đầu thế kỷ 20, quan hệ giữa Moskva, Tokyo và Bắc Kinh trở nên vô cùng căng thẳng vì việc phân mốc biên giới chung của ba nước này rất mập mờ (biên giới này ngày nay thuộc vùng Đông Bắc Trung Quốc). Tuyến đường sắt Đông Trung Quốc (CER) thuộc Mãn Châu quốc nối Trung Quốc và vùng Viễn Đông của Nga. Nhánh phía nam của tuyến đường sắt này, còn được coi là nhánh phía tây thuộc tuyến đường sắt Nam Mãn Châu quốc, trở thành địa điểm tranh chấp và là nguyên nhân gây ra các trận giao tranh, điển hình là Chiến tranh Nga-Nhật, Chiến tranh Xô-Trung (giữa Liên Xô và chính quyền Quốc dân Đảng Trung Quốc) và Chiến tranh Trung-Nhật lần thứ 2. Chiến dịch hồ Khasan xảy ra là trận đọ sức giữa hai lực lượng luôn nghi ngờ lẫn nhau.

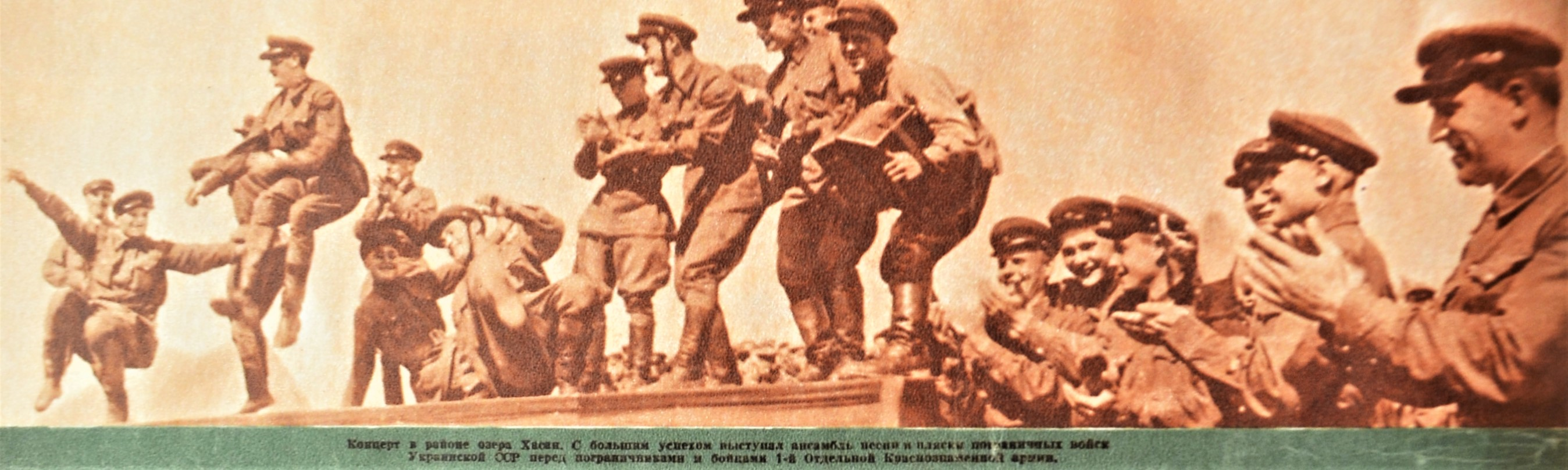
Binh sĩ Hồng quân nhảy múa ăn mừng sau chiến thắng hồ Khasan

## Diễn biến
Ngày 20 tháng 7 năm 1938, chính phủ Nhật Bản đã đưa ra tối hậu thư cho phía Liên Xô về việc chuyển giao cho Nhật Bản một phần lãnh thổ của Liên Xô ở gần hồ Khasan. Tối hậu thư ngay lập tức đã bị phía Liên Xô bác bỏ. Bất chấp nỗ lực của Blyukher tìm cách làm giảm nguy cơ nổ ra xung đột bằng cách dàn xếp hòa bình, chính phủ Liên Xô quyết định đáp trả những khiêu khích của Nhật Bản bằng những biện pháp cứng rắn.
Sáng ngày 29 tháng 7 năm 1938, hai đại đội Nhật Bản đã vượt qua biên giới và tấn công đồn biên phòng Liên Xô tại Bezymyannaya (Безымянная), do 11 lính biên phòng Liên Xô chốt giữ, mở đầu cuộc xung đột hồ Khasan. Cuộc tấn công của quân Nhật nhanh chóng thất bại sau khi Liên Xô tăng viện thêm một đại đội súng trường.